# Lounyi járás

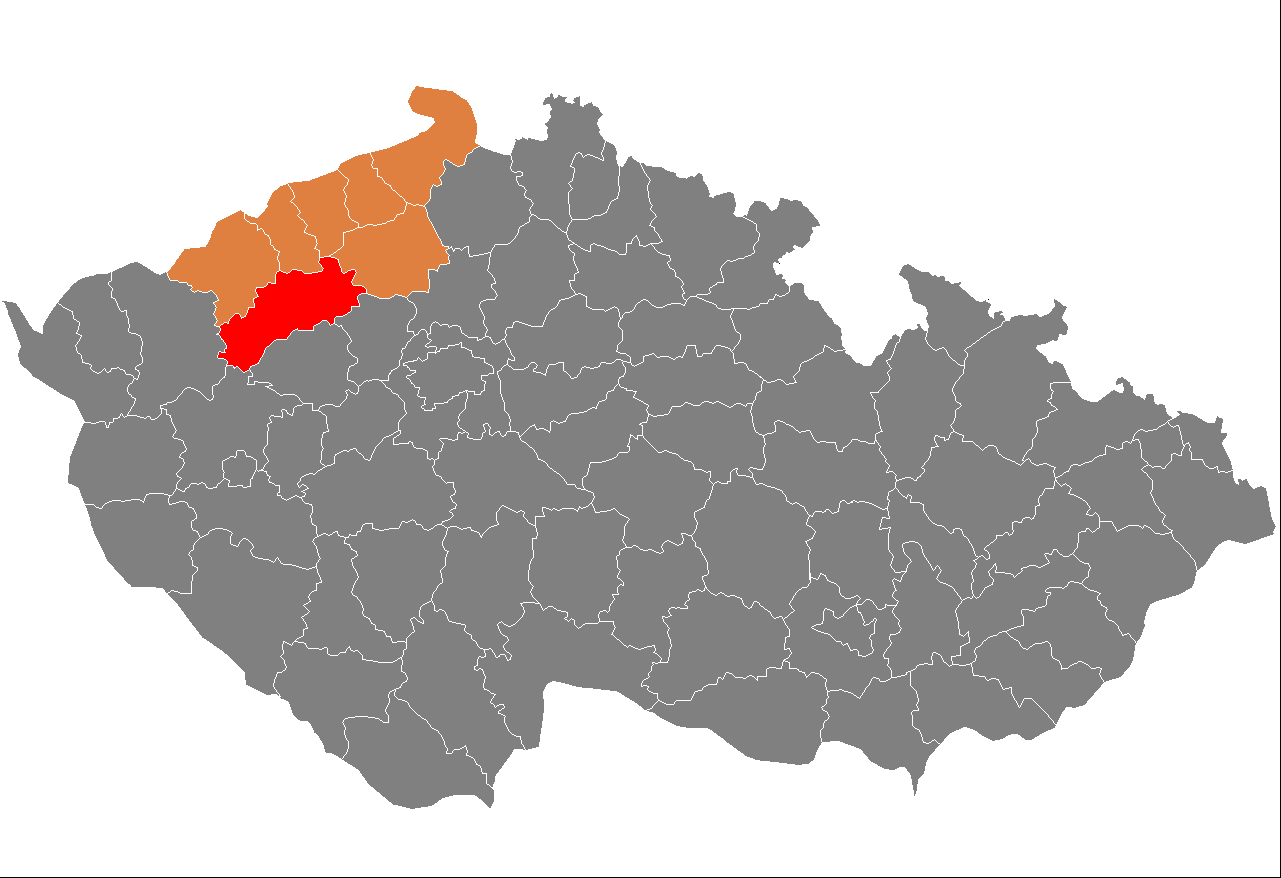
A Lounyi járás

A Lounyi járás (csehül: Okres Louny) közigazgatási egység Csehország Ústí nad Labem-i kerületében. Székhelye Louny. Lakosainak száma 88 247 fő (2009). Területe 1117,65 km².

## Városai, mezővárosai és községei
A városok félkövér, a mezővárosok dőlt, a községek álló betűkkel szerepelnek a felsorolásban.

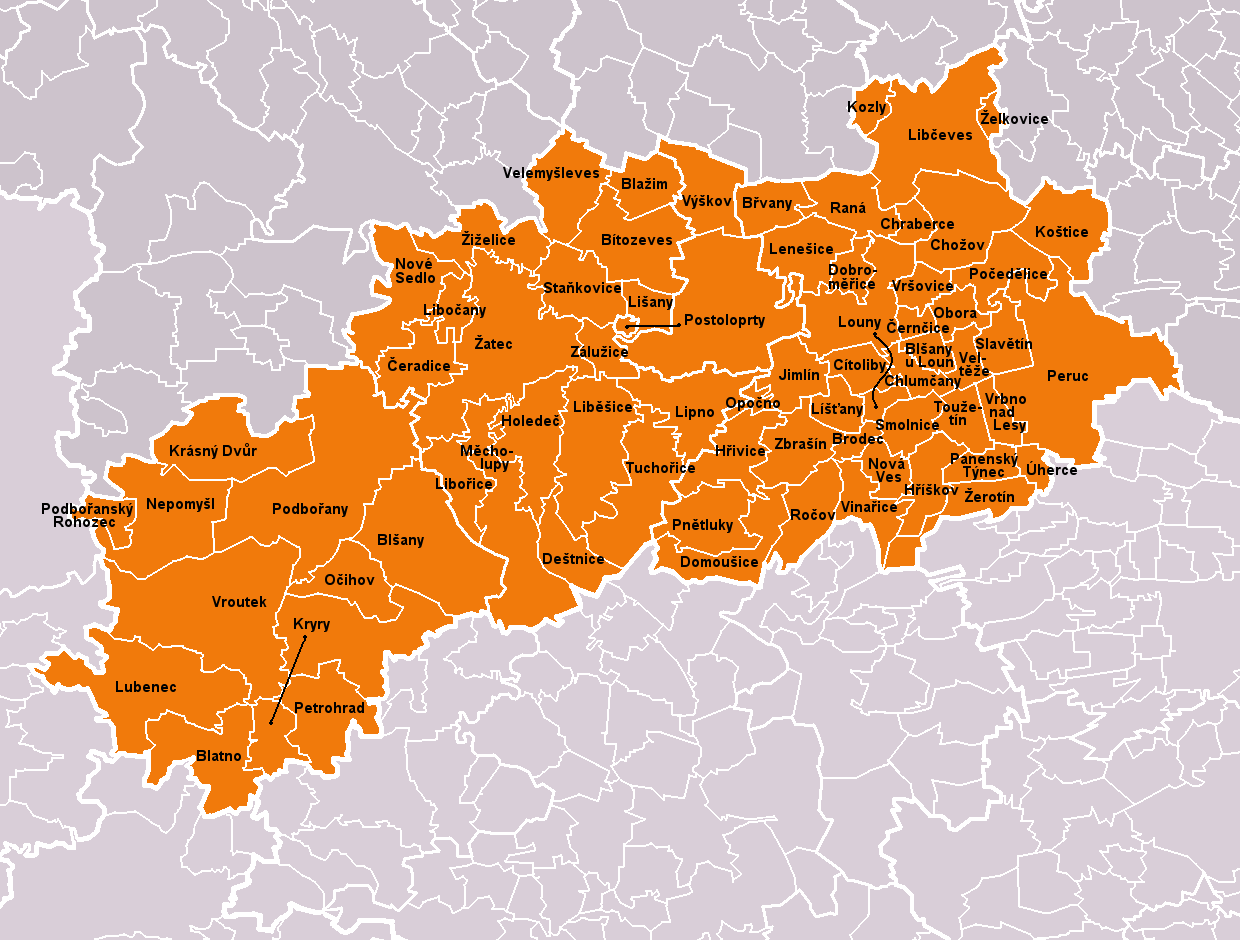
A Lounyi járástelepülései

Bitozeves •
Blatno •
Blažim •
Blšany u Loun •
Blšany •
Brodec •
Břvany •
Čeradice •
Černčice •
Chlumčany •
Chožov •
Chraberce •
Cítoliby •
Deštnice •
Dobroměřice •
Domoušice •
Holedeč •
Hříškov •
Hřivice •
Jimlín •
Koštice •
Kozly •
Krásný Dvůr •
Kryry •
Lenešice •
Libčeves •
Liběšice •
Libočany •
Libořice •
Lipno •
Lišany •
Líšťany •
Louny •
Lubenec •
Měcholupy •
Nepomyšl •
Nová Ves •
Nové Sedlo •
Obora •
Očihov •
Opočno •
Panenský Týnec •
Peruc •
Petrohrad •
Pnětluky •
Počedělice •
Podbořanský Rohozec •
Podbořany •
Postoloprty •
Raná •
Ročov •
Slavětín •
Smolnice •
Staňkovice •
Toužetín •
Tuchořice •
Úherce •
Velemyšleves •
Veltěže •
Vinařice •
Vrbno nad Lesy •
Vroutek •
Vršovice •
Výškov •
Zálužice •
Žatec •
Zbrašín •
Želkovice •
Žerotín •
Žiželice

## Fordítás
- Ez a szócikk részben vagy egészben  a   Louny District című angol Wikipédia-szócikk ezen változatának fordításán alapul.  Az eredeti cikk szerkesztőit annak laptörténete sorolja fel. Ez a jelzés csupán a megfogalmazás eredetét és a szerzői jogokat jelzi, nem szolgál a cikkben szereplő információk forrásmegjelöléseként.
- Ez a szócikk részben vagy egészben  az   Okres Louny című cseh Wikipédia-szócikk ezen változatának fordításán alapul.  Az eredeti cikk szerkesztőit annak laptörténete sorolja fel. Ez a jelzés csupán a megfogalmazás eredetét és a szerzői jogokat jelzi, nem szolgál a cikkben szereplő információk forrásmegjelöléseként.